# Lepelski Rajon
Lepelski Rajon (vitryska: Лепельскі Раён, ryska: Лепельский район) är ett distrikt i Belarus.   Det ligger i voblasten Vitsebsks voblast, i den norra delen av landet, 130 km nordost om huvudstaden Minsk.